# Voueboufla
Voueboufla est une ville de la Région de la Marahoué située au centre de la Côte d'Ivoire, dans le département de Zuénoula dont elle est l'une des sous-préfectures.